# Лодовіко Де Філіппіс
Лодовіко Де Філіппіс (італ. Lodovico De Filippis, 22 грудня 1915, Анкона — 12 березня 1985, Палаццоло-сулл'Ольйо) — італійський футболіст, що грав на позиції нападника. По завершенні ігрової кар'єри — тренер.
Виступав, зокрема, за клуби «Ювентус», «Трієстіна» та «Брешія».
Чемпіон Італії. Володар Кубка Італії. 

## Ігрова кар'єра
Народився 22 грудня 1915 року в місті Анкона. Вихованець футбольної школи клубу «Фано» з однойменного міста.
У дорослому футболі дебютував 1932 року виступами за команду «Фано», в якій провів чотири сезони, взявши участь у 96 матчах чемпіонату. Клуб виступав у першому дивізіоні Італії, що був третім за рангом після Серії А і Серії В.
Протягом 1936—1937 років захищав кольори клубу «Болонья». За цей час виборов титул чемпіона Італії, хоча гравцем основи команди не був, зігравши лише 4 матчі в чемпіонаті.
В 1937 році приєднався до складу команди «Ювентус», дебютувавши у товариській грі проти «Граджянскі». Відіграв у туринській команди два сезони і загалом провів 65 офіційних матчів, у яких забив 13 голів. За цей час додав до переліку своїх трофеїв титул володаря Кубка Італії. У тому розіграші Де Філіппіс зіграв 5 матчів і забив три голи. У фінальному матчі «Ювентус» двічі переміг земляків з «Торіно» 3:1 і 2:1, а Лодовіко відзначився голом у першій грі.
Влітку 1938 року брав участь у матчах Кубка Мітропи. «Ювентус» дістався півфінальної стадії, перемігши Хунгарію (Будапешт) (3:3, 6:1) і Кладно (4:2, 2:1). В 1/2 фіналу «стара синьйора» у першій грі перемогла з рахунком 3:2 (Де Філіпіс відкрив рахунок у матчі) «Ференцварош», але у матчі-відповіді поступилась 0:2 і вибула зі змагань.
Протягом 1939—1940 років захищав кольори клубу «Венеція». 1940 року уклав контракт з клубом «Трієстіна», у складі якого провів наступні три роки своєї кар'єри гравця. Граючи у складі «Трієстіни» також здебільшого виходив на поле в основному складі команди.
У післявоєнний час з 1945 року три сезони захищав кольори клубу «Брешія». Два сезони клуб провів у Серії А, а третій у Серії В.
Протягом 1948—1949 років захищав кольори клубу «Про Сесто». Завершив ігрову кар'єру у команді «Про Палаццоло», за яку виступав протягом 1949—1952 років.

## Кар'єра тренера
Розпочав тренерську кар'єру, ще продовжуючи грати на полі, 1951 року, очоливши тренерський штаб клубу «Про Палаццоло».
Останнім місцем тренерської роботи був клуб «Фанфулла», головним тренером команди якого Лодовіко Де Філіппіс був з 1963 по 1964 рік.
Помер 12 березня 1985 року на 70-му році життя у місті Палаццоло-сулл'Ольйо.

## Статистика виступів

### Статистика виступів у кубку Мітропи
| №                      | Розіграш               | Стадія                 | Дата та місце проведення | Команда 1              | Рахунок | Команда 2           | Голи та інші дії |
| ---------------------- | ---------------------- | ---------------------- | ------------------------ | ---------------------- | ------- | ------------------- | ---------------- |
| 1                      | 1938                   | 1/8                    | 26.06.1938, Будапешт     | Хунгарія (Будапешт)    | 3:3     | Ювентус             |                  |
| 2                      | 1938                   | 1/8                    | 3.07.1938, Турин         | Ювентус                | 6:1     | Хунгарія (Будапешт) | 42'              |
| 3                      | 1938                   | 1/4                    | 10.07.1938, Турин        | Ювентус                | 4:2     | Кладно              | 86'              |
| 4                      | 1938                   | 1/4                    | 17.07.1938, Кладно       | Кладно                 | 1:2     | Ювентус             |                  |
| 5                      | 1938                   | 1/2                    | 24.07.1938, Турин        | Ювентус                | 3:2     | Ференцварош         | 30'              |
| 6                      | 1938                   | 1/2                    | 31.07.1938, Будапешт     | Ференцварош            | 2:9     | Ювентус             |                  |
| Всього у кубку Мітропи | Всього у кубку Мітропи | Всього у кубку Мітропи | Всього у кубку Мітропи   | Всього у кубку Мітропи | 6       |                     | 3                |

## Титули і досягнення
- Чемпіон Італії (1):

«Болонья»: 1936-1937
- Володар Кубка Італії (1):

«Ювентус»: 1937-1938